# 天启 (徐寿辉)
天启（1358年八月—1359年三月）是元朝时期徐寿辉的年號，共計2年。
关于天启的起止时间，方詩銘根據出土銅印和史籍資料，考訂為1358年八月至1359年三月，李崇智沿用此說。郭若愚考订为1359年十二月至1360年三月；刘孔伏，薛新力利用出土的《玄宮之碑》，考订为1355年至1357年。章采烈根據《玄宮之碑》考證為1356年至1358年。楊訥據《劉尚賓文續集》考訂，天定元年為1359年。說明天啟年號在徐宋政權最多用至1359年。
明玉珍在稱帝前沿用徐壽輝年號，朱活認為明玉珍在入蜀後奉行的年號是“天啟”，目前僅在川渝地區出土的篆文“天啟”年號錢便是明玉珍政權所鑄。

## 改元
- 太平三年——八月，改元為天啟元年。[1][8][9]
- 天啟二年——四月，改元為天定元年。[1][8][9]

## 西曆紀年對照表

### 1358年改元說
| 天启 | 元年     | 二年     |
| ---- | -------- | -------- |
| 公元 | 1358年   | 1359年   |
| 干支 | 戊戌     | 己亥     |
| 元   | 至正18年 | 至正19年 |

### 1355年改元說
| 天啟 | 元年     | 二年     | 三年     |
| ---- | -------- | -------- | -------- |
| 西元 | 1355年   | 1356年   | 1357年   |
| 干支 | 乙未     | 丙申     | 丁酉     |
| 元   | 至正15年 | 至正16年 | 至正17年 |

### 1356年改元說
| 天启 | 元年     | 二年     | 三年     |
| ---- | -------- | -------- | -------- |
| 公元 | 1356年   | 1357年   | 1358年   |
| 干支 | 丙申     | 丁酉     | 戊戌     |
| 元   | 至正16年 | 至正17年 | 至正18年 |

## 同期存在的其他政权年号
- 中國
  - 至正（1341年－1370年）：元朝—元顺帝之年號
  - 龍鳳（1355年－1366年）：元朝時期—韓林兒之年號
- 越南
  - 大治（1358年－1368年）：陳朝—陳裕宗陳暭之年號
- 日本
  - 正平（1347年－1370年）：南朝—後村上天皇与長慶天皇之年号
  - 延文（1356年－1361年）：北朝—後光嚴天皇之年號

## 深入閱讀
- 李崇智. . 北京: 中華書局. 2004年12月. ISBN 7101025129.
- 鄧洪波.  (pdf). 臺北: 國立臺灣大學東亞經典與文化研究計劃. 2005年3月  [2021-11-09]. ISBN 9789860005189. （原始内容存档于2007-08-25）.